# Franck Lagorce
Franck Lagorce (născut la data de 1 septembrie 1968, în L'Haÿ-les-Roses, Franța) este un fost pilot de curse care a evoluat în Campionatul Mondial de Formula 1 în sezonul 1994.

## Cariera în Formula 1
| Sezon | Echipă                 | Puncte      | Loc clasament general |
| ----- | ---------------------- | ----------- | --------------------- |
| 1994  | Ligier Gitanes Blondes | 0           | -                     |
| 1995  | Ligier Gitanes Blondes | Pilot teste | -                     |
| 1996  | Forti Grand Prix       | Pilot teste | -                     |